# 费尔德吕
费尔德吕（法語：Ferdrupt，法語發音：[fɛʁdʁy] ⓘ）是法国大東部大區孚日省的一个市镇，属于埃皮纳勒区。

## 地理
费尔德吕（47°54'27"N, 6°42'33"E）面积14.6 平方千米，位于法国大東部大區孚日省，该省份为法国东北部内陆省份，北起默兹省和默尔特-摩泽尔省，西接上马恩省，南至上索恩省和贝尔福地区省，东临上莱茵省和下莱茵省。
与费尔德吕接壤的市镇（或旧市镇、城区）包括：莫斯洛特河畔索尔叙尔、拉蒙尚、摩泽尔河畔吕、伯洛特圣洛朗。

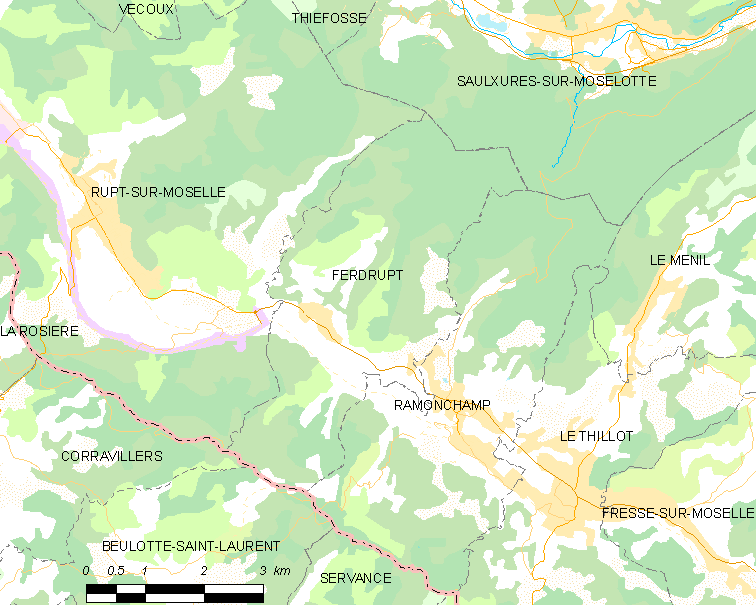
费尔德吕的OSM定位图

费尔德吕的时区为UTC+01:00、UTC+02:00（夏令时）。

## 行政
费尔德吕的邮政编码为88360，INSEE市镇编码为88170。

## 政治
费尔德吕所属的省级选区为勒蒂约县。

## 人口

1962-2008年间费尔德吕人口变化图示

费尔德吕于2022年1月1日时的人口数量为731人。